# Sydkoster
Sydkoster est la plus grande île de l'archipel des îles Koster, dans la commune de Strömstad, sur la côte ouest suédoise. Elle est située juste au sud de Nordkoster, de laquelle elle est séparée par le détroit de Kostersund. Le point culminant de l'île est Valfjället (45 m). Au pied de Valfjället se trouve l'église de Koster (Kosters kyrka), construite en 1939. Une partie de l'île est incluse dans le parc national de Kosterhavet.

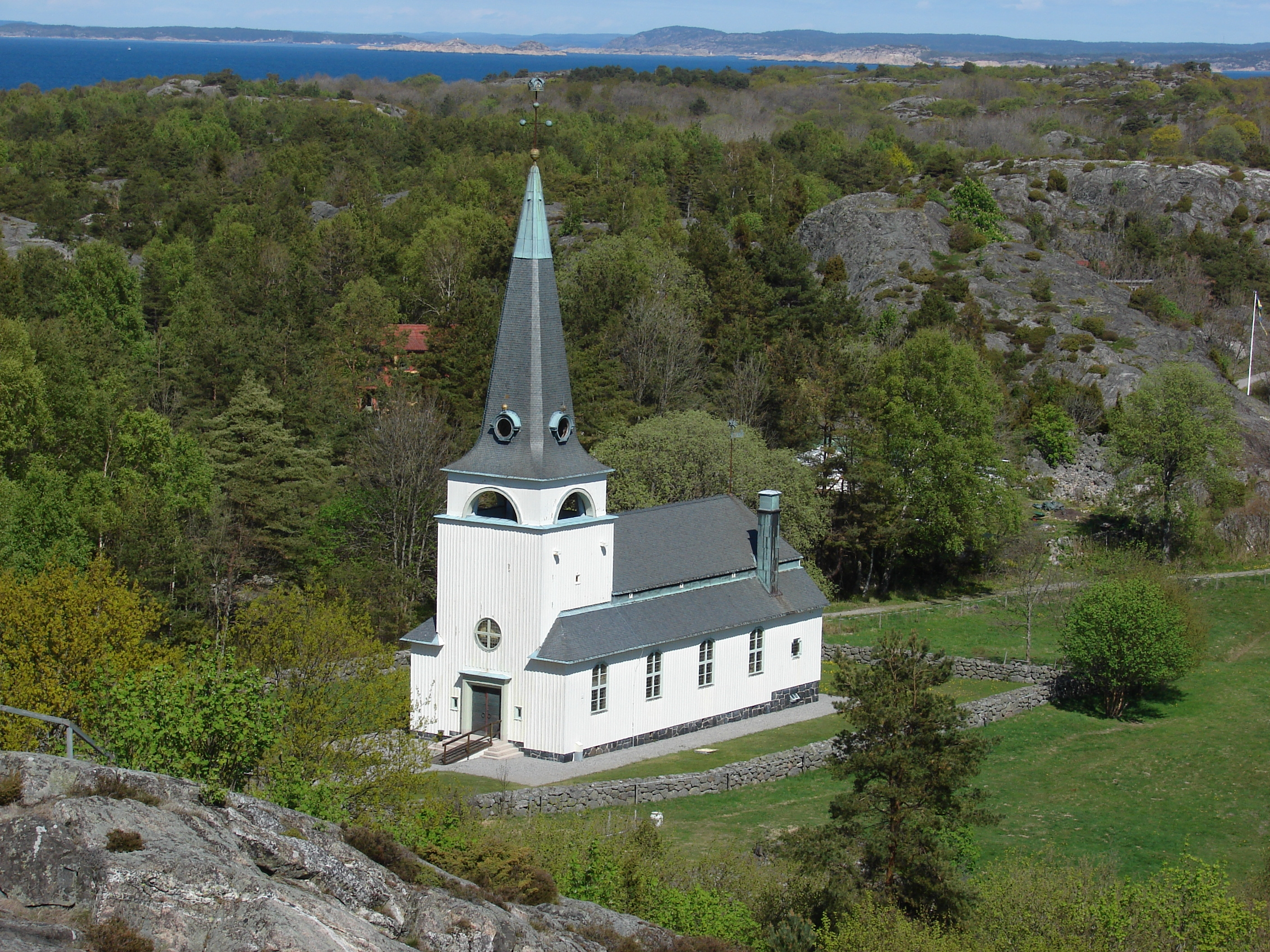
L'église de Koster